# اکسی‌بنزون
اکسی‌بنزون (به انگلیسی: Oxybenzone) یک ترکیب شیمیایی با شناسه پاب‌کم ۴۶۳۲ است. 